# Queersicht
Queersicht ist ein LGBTIAQ+-Filmfestival in Bern, welches jährlich in der ersten Woche des Novembers in Bern stattfindet. Das Queersicht besteht seit 1997 und ist somit das älteste LGBTIAQ+-Filmfestival der Schweiz. Das Festival zeigt rund 40 Langfilme sowie 30 Kurzfilme mit queerer Thematik und umfasst ein Rahmenprogramm mit Podiumsgesprächen mit Filmschaffenden, Masterclasses, Brunch, Party und Konzert. Seit 2022  organisiert das Filmfestival ebenfalls den queer glitzrige Herbst, welche mit verschiedenen Organisationen, Vereinen und Partnern ein Programm mit queeren Veranstaltungen in Bern auf die Beine stellt, welches mit dem Filmfestival Anfang November abgeschlossen wird.

## Geschichte des Festivals
Vorbilder von Queersicht waren die Filmreihe Eine Liebe der Nacht im Kellerkino (1979), eine Filmreihe zum Thema Aids (1991), die Mitte der 1990er-Jahre im Berner alternativen Kulturzentrum Reitschule abgehaltenen sogenannten Homofeste, sowie die beiden lesbisch-schwulen Kulturwochen Stonewall und Uferlos.
Queersicht wurde 1996 von der Filmemacherin Veronika Minder und vom Aktivisten Patrik Martinez gegründet. Die erste Ausgabe von Queersicht wurde im November 1997 durchgeführt. Seither findet das Festival jährlich statt und wird komplett ehrenamtlich organisiert. Von Anfang an wurde der Preis Rosa Brille für den besten Kurzfilm vergeben.
Im Jahr 2003 fand unter anderem eine Podiumsdiskussion mit dem Filmemacher Rosa von Praunheim, dem damaligen Direktor des Bundesamtes für Kultur David Streiff und der Kritikerin Manuela Kay statt. 2006 gab es eine Retrospektive zum Regisseur Sébastien Lifshitz. Im selben Jahr war auch Rose Troche zu Gast. Die Regisseurin, Produzentin und Drehbuchautorin der lesbischen TV-Serie The L Word – Wenn Frauen Frauen lieben erzählte aus dem Produktionsalltag.

## Programm
Das Festival versteht sich als sozialkritisches, politisch kommentierendes und weltoffenes Ereignis, indem es anspruchsvolle Spiel- und Dokumentarfilme von ausserhalb Europas und Nordamerikas bewusst fördert. Pro Jahr werden rund zwanzig (2000) bis fünfzig (2006) Lang- und Kurzfilme gezeigt, die vielfach Schweizer Erstaufführungen sind. Die Kurzfilme werden zu Kurzfilmblocks zusammengefasst, bei denen das Publikum als Jury den besten Kurzfilm kürt. Zum Angebot jeder Festivalausgabe gehört auch eine Lounge und eine Party. Diese fand bis 2007 in der Reitschule, seit 2008 im Progr/Turnhalle statt. Darüber hinaus werden jährlich wechselnd Galakonzerte, Podiumsdiskussionen und andere Rahmenveranstaltungen angeboten.
Gegenwärtig werden jeweils am zweiten Wochenende im November fünf Kinos bespielt und um die 3000 Zuschauer gezählt. Das Programmheft und gegebenenfalls die Untertitel sind zweisprachig deutsch und französisch verfasst, wodurch das Festival auch Filmfans aus der nahen Romandie anzieht.